# Алозие, Майкл
Майкл Чиди Алозие (англ. Michael Chidi Alozi; 16 октября 1986, Лагос, Нигерия) — нигерийский футболист, нападающий.

## Биография

### Клубная карьера

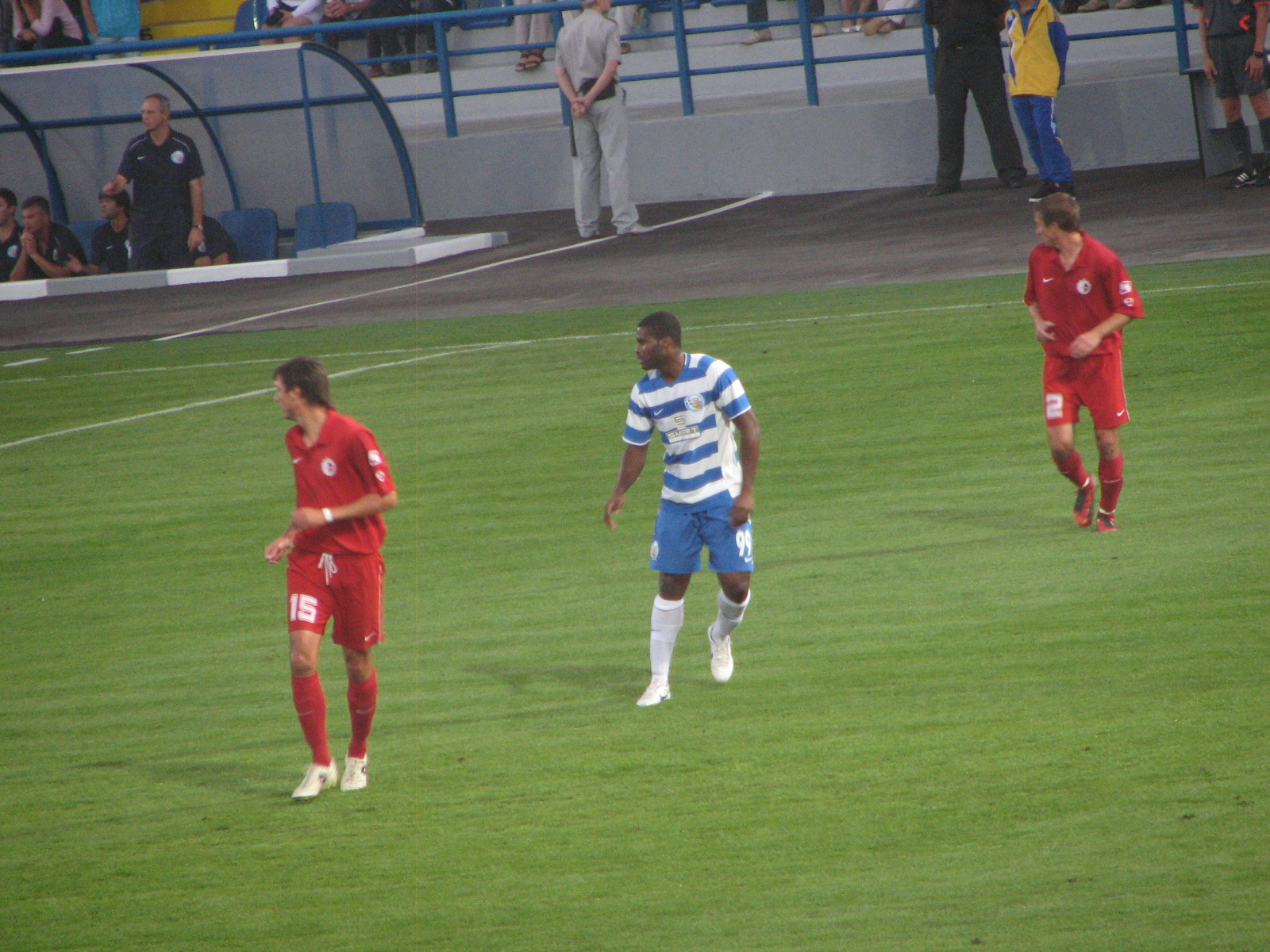
Майкл Алозие (посередине) в составе «Севастополя»

Футболом начал заниматься на родине в Нигерии. После играл за «Берое» из города Стара-Загора, где забил 3 мяча в 5 матчах. В «Волыни» с 2004 года. В чемпионате Украины дебютировал 1 марта 2005 года, вышел на замену на 47 минуте в матче с «Закарпатьем» (3:0).
В июле 2008 перешёл в «Металлург» из города Запорожье, подписал четырёхлетний контракт. Дебютировал 19 июля 2008 в матче с «Кривбассом» (0:1). Первый гол забил 31 августа в матче с донецким «Шахтёром» (2:2). В конце января 2011 года подписал контракт с клубом «Севастополь», соглашение рассчитано на 3,5 года. В конце 2012 года покинул клуб.

### Карьера в сборной
29 декабря 2007 года его вызвали в сборную Нигерии, но он так и не провёл ни минуты на поле за сборную.

## Личная жизнь
У него есть три брата, сестра. Отца не стало в 2008 году. У них есть собственный ресторан, где висит футболка «Металлурга» и есть казацкая булава.